# Terra di Lavoro

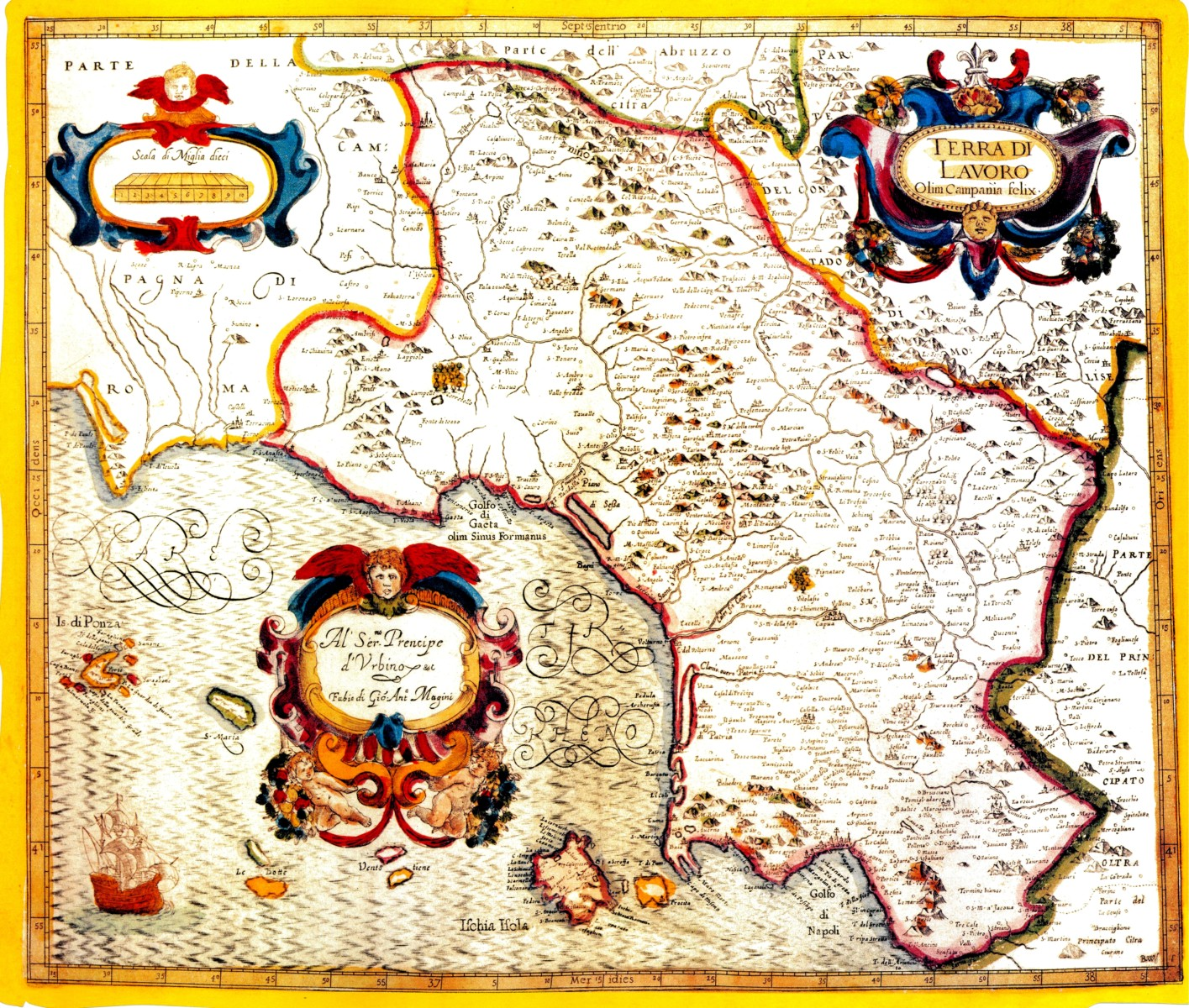
Terra di Lavoro.

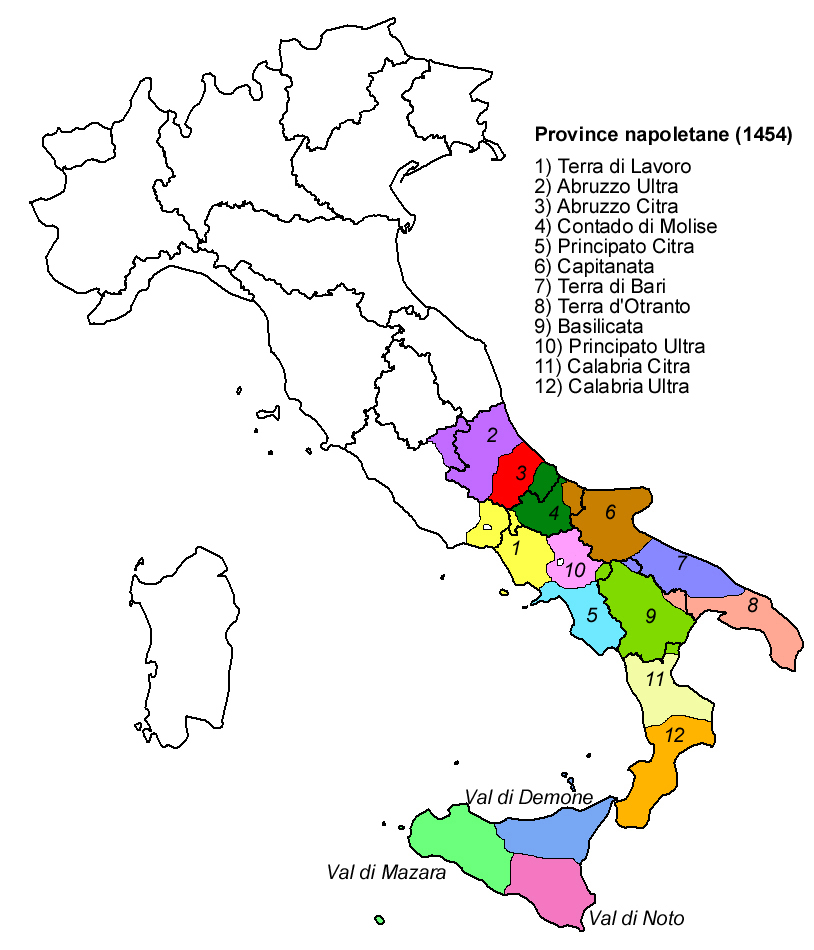
Karta över giustizierato (provinser) i Kungariket Bägge Sicilierna, med Terra di Lavoro som giustizierato nummer 1

Terra di Lavoro är en historisk region i södra Italien. Den kan i det närmaste jämföras med moderna södra Lazio och norra Kampanien.
Namnet kommer från latinets Liburia som i sin tur fått sitt namn från folkstammen Leborini.
- Wikimedia Commons har media som rör Terra di Lavoro.